# 維基峰
维基峰（英語：Wiki Peak）是一座位处美国阿拉斯加州的山峰，最高点为海拔2,333米。它位於蘭吉爾-聖伊里亞斯國家公園境內，接近于加拿大的边境。